# Hacksjön (Hovmantorps socken, Småland)
Hacksjön är en sjö i Lessebo kommun i Småland och ingår i Ronnebyåns huvudavrinningsområde. Sjön är 2,4 meter djup, har en yta på 0,235 kvadratkilometer och är belägen 159 meter över havet. Vid provfiske har abborre, gädda, mört och sutare fångats i sjön.

## Delavrinningsområde
Hacksjön ingår i det delavrinningsområde (629027-145978) som SMHI kallar för Utloppet av Rottnen. Medelhöjden är 168 meter över havet och ytan är 135,91 kvadratkilometer. Räknas de 2 avrinningsområdena uppströms in blir den ackumulerade arean 245,61 kvadratkilometer. Avrinningsområdets utflöde Ronnebyån mynnar i havet. Avrinningsområdet består mestadels av skog (66 procent). Avrinningsområdet har 33,34 kvadratkilometer vattenytor vilket ger det en sjöprocent på 24,5 procent. Bebyggelsen i området täcker en yta av 2,44 kvadratkilometer eller 2 procent av avrinningsområdet.